# 萨蒙球针壳
萨蒙球针壳（学名：Phyllactinia salmonii）是属于白粉菌目白粉菌科球针壳属的一种真菌，寄生在泡桐属植物上。该种分布于中国、日本。